# Apanteles azollae
Apanteles azollae är en stekelart som beskrevs av Sumodan och Sevichan 1989. Apanteles azollae ingår i släktet Apanteles och familjen bracksteklar. Inga underarter finns listade i Catalogue of Life.